# Wetmorella
Wetmorella ist eine Gattung der Lippfische (Labridae), die weit in den tropischen Bereichen des Indopazifiks von Ostafrika bis Ozeanien verbreitet ist. 

## Merkmale
Wetmorella-Arten werden 6,5 bis 14 Zentimeter lang. Der Körper ist mäßig hoch, die Körperhöhe ist 2,5 bis 3,1 mal in der Standardlänge enthalten. Der Kopf ist dreieckig mit einer zugespitzten, weit vorstehenden Schnauze und einem endständigen, stark vorstülpbaren (protaktilen) Maul, relativ großen Augen und einem geraden oder leicht konkaven Kopfprofil. Der Körper und der Kopf mit Ausnahme der unbeschuppten Schnauzenspitze sind von relativ großen, leicht abfallenden Rundschuppen bedeckt. Die Seitenlinie ist unterbrochen. Die Kiefer sind mit konischen, dicht stehenden Zähnen besetzt, die in einer Reihe stehen. Für gewöhnlich sind es 13 bis 22 auf jeder Seite der Kiefer und im Unterkiefer etwas mehr als im Oberkiefer. Die Zähne werden nach vorne immer länger. Die vorderen sind gebogen. Die Fische sind rötlich oder rotbraun gefärbt und zeigen einige senkrechte, schmale helle Streifen. In den weichstrahligen Abschnitten von Rücken- und Afterflosse liegen je ein dunkler Augenfleck und auf den Bauchflossen befindet sich ein großer schwarzer Fleck. Wetmorella-Arten können leicht mit den Jungfischen der Gattungen Cheilinus und Epibulus verwechselt werden.
Morphometrie:
- Flossenformel: Dorsale IX/10(11); Anale III/8; Pectorale 12(13); Ventrale I/5; Caudale 11.
- Schuppenformel: SL 13–15/5–7.
- Branchiostegalstrahlen 5:
- Kiemenrechen: 11–17.
- Wirbel: 24–26.

## Lebensweise
Wetmorella-Arten leben sehr versteckt in den hinteren, dunklen Abschnitten von Höhlen in Außenriffen, gelegentlich auch in Lagunen, und ernähren sich von kleinen Wirbeltieren.

## Arten
Es gibt drei Arten:
- Wetmorella albofasciata Schultz & Marshall, 1954
- Wetmorella nigropinnata (Seale, 1901)
- Wetmorella tanakai Randall & Kuiter, 2007